# Wecht
Der Wecht war ein österreichisches Volumen und Getreidemaß in der Steiermark und wurde dem Grazer Viertel gleichgesetzt. Auf Grund von kleinen Differenzen ist diese Gleichsetzung nicht exakt. Ein Wecht hatte etwa 8/9 Grazer Viertel.
- 1 Wecht = 8 Maaßl/Maassel/Maass = 1,29844 Metzen (Wiener) = 4025,8 Pariser Kubikzoll = 79,89 Liter
- 640 Wecht = 831 Metzen (Wiener)[1]